# 傑克遜鎮區 (堪薩斯州萊昂縣)
傑克遜鎮區（英語：Jackson Township）是位於美國堪薩斯州萊昂縣的一個行政鎮區。

## 地方資料
傑克遜鎮區的面積為228.33平方千米，當中陸地面積為225.28平方千米，而水域面積為3.05平方千米。根據2010年美國人口普查的數據，當地共有人口979人，而人口密度為每平方千米4.29人。

## 外部連結
- US-Counties.com
- City-Data.com （页面存档备份，存于）